# Andenelle

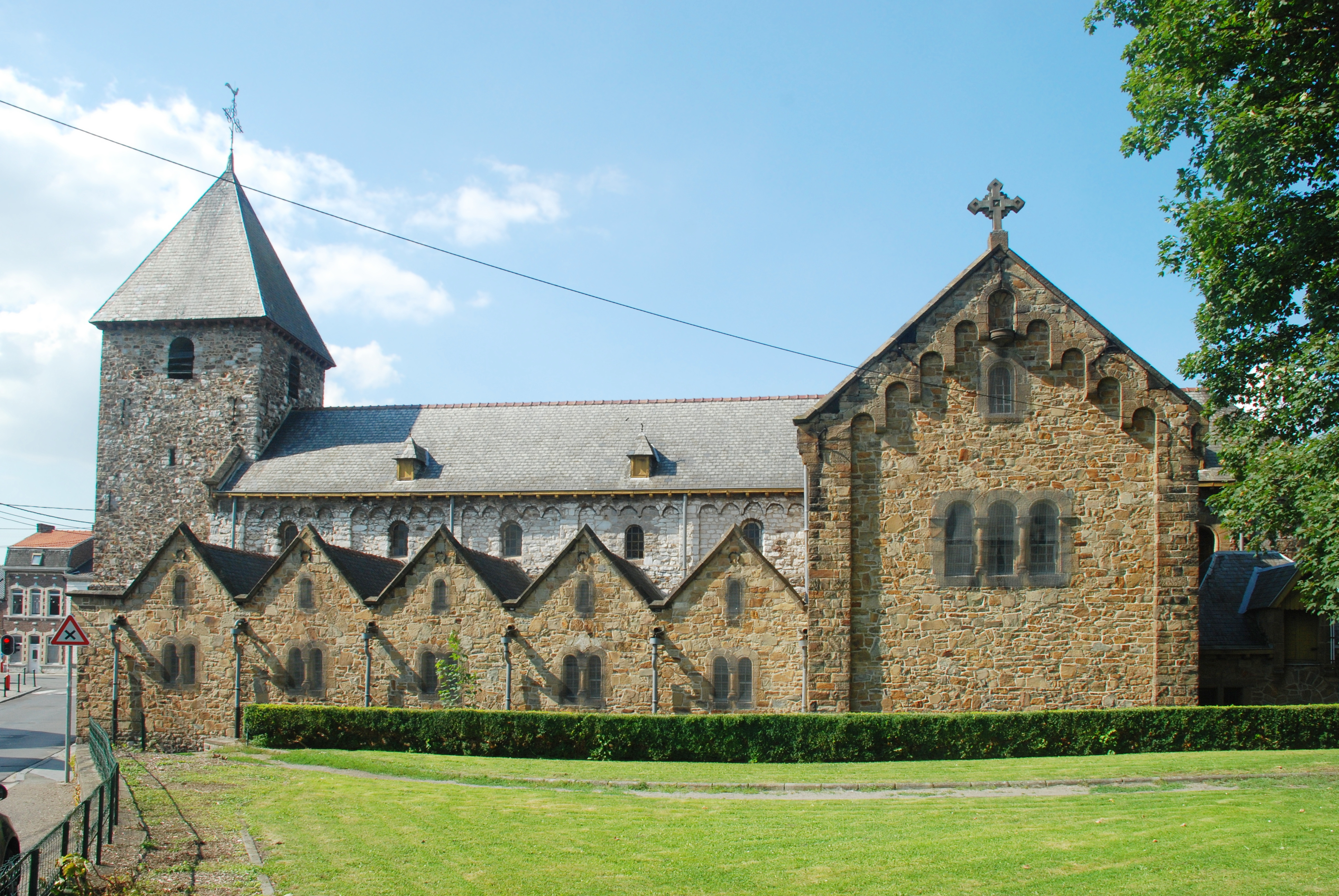
Église Saint-Pierre d'Andenelle

Andenelle est une section de la commune belge d'Andenne, en province de Namur.

## Monuments et édifices
- L'église Saint-Pierre, dite « des Sarrasins », un édifice de style roman dont la tour remonte au XIIe siècle ;
- La maison espagnole[1], datant du XVIe siècle ;
- Château de Rieudotte, datant du XVIIIe siècle.

## Personnalités natives d'Andenelle
- François Moncheur (1806-1890), magistrat, homme d’affaires et homme politique belge (ministre des travaux publics), né au château de Rieudotte à Andenelle ;
- Léon Tombu (1866-1958), peintre et graphiste
- Eric Brogniet (1956), poète et académicien

## Hydrographie
Située en bord de Meuse, le hameau est arrosé par un ruisseau du même nom, l'Andenelle.